# Пипоян, Рима
Рима Самвеловна Пипоян (арм. Ռիմա Պիպոյան; род. 2 июня 1988) — армянский хореограф, режиссёр, танцовщица

 и преподаватель танцев. Является одним из пионеров современного балета и современного танца в Армении. В 2017 году Рима создала культурно-образовательный фонд «Развитие хореографии», цель которого — поддержать развитие современного танца и современного балета в Армении. За время своей профессиональной деятельности она получила множество призов и сертификатов как в Армении, так и за рубежом. Рима Пипоян представила свои хореографические произведения в Италии, Испании, Сербии, Хорватии, России, Беларуси, Германии, Польше, Молдове, Грузии, Бельгии, Португалии и др.

## Биография
Рима Пипоян родилась в 1988 году в Ереване, Армения. Отец Риммы Пипоян: Самвел Хачатурович (родился 23 апреля 1962 года), доктор биологических наук, профессор Армянского государственного педагогического университета им. Х. Абовяна, мать: Лариса Киракосян (родилась 7 ноября 1962 года) — биофизик, председатель негосударственной общественной организации «Реформы профессионального образования», эксперт в сфере начального и среднего профессионального образования, преподает пластическую анатомию в государственном художественном колледже им. П. Терлемезяна.

### Образование
С 1995 по 1997 гг. Рима училась в Ереванской общеобразовательной школе № 12 имени С. Кирова (нынешняя Ереванская основная школа № 12 имени В. Амбарцумяна).
Рима начала свой артистический путь как балерина. В 1997 году она поступила в Ереванское государственное хореографическое училище в отделение классического танца и в 2006 году с отличием окончила училище по специальности «преподаватель танцев». За годы учёбы в хореографическом училище Рима имела честь работать с балетмейстером и Народным артистом РСФСР Максимом Мартиросяном. Она участвовала как танцовщица в спектаклях Максима Сааковича и как хореограф многому научилась у него.
Рима свой профессиональный путь как хореограф начала в раннем возрасте. В 2005 году была зачислена в Ереванский государственный институт театра и кино по специальности «режиссура танца» под руководством армянского артиста балета, балетмейстера и народного артиста РСФСР Вилена Галстяна. В период обучения (2005—2010) она начинает сотрудничать с различными деятелями из разных областей культуры и искусства, сочиняет свои собственные пьесы, которые будут достаточно успешными для реализации на больших сценах международных фестивалей. В то время она как хореограф уже получала предложения из нескольких театров Армении. С тех пор она успешно поставила множество хореографических произведений, среди которых спектакли: «Падениями поднимаемся» и «Картины средневековья». Современный балетный спектакль «Картины средневековья» была дипломной работай Римы Пипоян, представляющая различные темы средневековой Армении с музыкой Комитаса, Авета Тертеряна и армянскими средневековыми священными песнями-шараканами. Спектакль был высоко оценен критиками и специалистами сферы танца как Вилен Галстян, Эльвира Мнацаканян, Назеник Саргсян, Рудольф Харатян и др. Хореографический язык представления был многогранным: смесь классического балета, современного танца, восточных единоборств и армянских средневековых символов и жестов, взятых Римой из древних армянских книг. В 2010 году Рима с отличием заканчивает Ереванский государственный институт театра и кино по специальности «режиссура танца» и получает степень бакалавра искусств.
В 2010 году она поступает в магистратуру Ереванского государственного института театра и кино и 2012 заканчивает учёбу с отличием получив степень магистра по специальности «режиссура танца». Её магистерская диссертация была посвящена танцу модерн: о его происхождении, его основоположниках, его особенностях и о важности изучения современного танца в профессиональных танцевальных заведениях.
За годы учёбы и во время дальнейшей деятельности Рима Пипоян обогащает свои знания и танцевальные навыки как хореогарф и танцовщица получая ряд мастер-классов от таких известных хореографов, танцоров и танцевальных коллективов как Акрам Хан, Candoco Dance Company, Денис Лампарт, Иоан Экман, «The LaborGras» company , Роман Гийон и «Spellbound contemporary ballet». В годы обучения Рима также начинает изучать боевые искусства, в частности, китайское ушу, что в далейшем повлияет на её хореографическое мышление.

### Опыт работы
С 2007 по 2009 год Рима Пипоян работала учительницей классического танца в лицее им. Анании Ширакаци.
С 2008 года преподает в Ереванском государственном хореографическом колледже в качестве преподавателя классического танца, характерного и исторических танцев, а с 2016 года преподает мастерство балетмайстера.
В 2010—2013 годах, как член жюри и хореограф сотрудничает с телеканалом Шант ТВ и ставит более 30 танцевальных номеров для 3х сезонов танцевальной программы «Танцуй, если сможешь».
С 2011 по 2012 год работала хореографом и солисткой в Ереванском государственном театре хореографии.
С 2012 по 2009 год она преподает танец в актёрских и режиссёрских курсах и руководит курсом «Режиссура танца» в Ереванском государственном институте театра и кино.
В 2017 году она создает культурно образовательный фонд «развития хореографии», основная цель которого — поддерживать развитие современного танца и современного балетного искусства в Армении, а также продвигать начинающих хореографов, режиссёров, танцоров и учителей танцев для развития собственных творческих, образовательных и культурных проектов в Республике Армения.
С 2018 года Рима работает в Армянском государственном педагогическом университете как преподаватель танца модерн.

### Творческая деятельность
Рима Пипоян — одна из первых армянских хореографов, которая сумела представить Армению за рубежом своими хореографическими работами.
В 2013 году Рима получает приглашение на постановку танцевального спектакля на Южнокавказском фестивале современного танца и экспериментального искусства в Тбилиси. Она создает спектакль «La Vita Nuova» на основе одноимённого произведения Данте Алигьери и на музыку Филипа Гласса. Мировая премьера спектакля состоялась в театре «Роял Дистрикт» в Тбилиси. В 2015 году при финансовой поддержке Южнокавказского фестиваля современного танца и экспериментального искусства и при поддержке Министерства культуры Республики Армения Рима Пипоян ставит репертуарный современный балетный спектакль «Греховные страсти» на сцене Армянского национального академического театра оперы и балета. Спектакль был поставлен по мотивам жизненных фактов княгини Таракановой и по симфониям Л. В. Бетховена. Либретто для балета написала сама Пипоян, а персонаж княгини Таракановой была воплощена заслуженной артисткой Армении и прима балериной Армянского Национального академического театра оперы и балета Марии Диванян.
С 2013 года хореографические работы Римы Пипоян начинают получать приглашения из разных зарубежных стран: она принимает участие в различных танцевальных фестивалях и конкурсах, получает много предложений для сотрудничества. В 2016 году она получила стипендию в качестве хореографа Академии художеств в Берлине (нем. Akademie der Künste). В течение года своего пребывания в Берлине Рима сотрудничала с различными деятелями искусств: архитекторами, художниками, композиторами, дизайнерами и т. д. В Академии они совместно организовывают дни презентации «открытых дверей» для посетителей, где Рима участвует в качестве танцора и хореографа. 2017 году на сцене Академии художеств в Берлина Рима показала свой новый спектакль «Здравсвуй, Кити!» мо мотивам дневника Анны Франк. После успешной премьеры моно спектакля «Здравсвуй, Кити!»-Рима получила множество предложении играть спектакль на разных сценах европейских стран.
В 2018 году Рима создает сольний танцевалний номер «Женщина перед принятием решения», с которым гостралирует по Европе. Номер был представлен в более чем 30 городах более 10 европейских стран и участвовал в таких известных фестивалях и конкурсах, как Stuttgart Solo Dance Contest в Германии, Unit Motives international festival в Греции, Gdansk international Solo Dance Festival в Польше, Cortoindanza international Dance festival в Сардинии, Италия, 26ª Quinzena De Dança de Almada в Португалии, 23Masdanza international contemporary dance festival на Канарских островах, Испания, Vitebsk international choreography festival в Белоруссии,"Cortoindanza Logos 2019" international festival, в Кальяри, TanzArt Festival , Эйпен, Белгия, Venice Biennale 2019, Венеция, Италия, Highfest International performing arts festiva Ереван, Армения и др. Спектакль получил различные награды и призы от вышеупомянутых фестивалей и конкурсов. Спектакль «Женщина перед принятием решений» в исполнении самой Римы Пипоян был высоко оценен профессиональной и непрофессиональной аудиторией, членами жюри в разных странах, различными хореографами и танцорами, которые в частности выделяли новизну и оригинальность хореографического стиля номера, а также сила характера Римы на сцене.
В 2019 году Рима Пипоян была приглашена на Венецианскую биеннале в качестве молодого перспективного хореографа для постановки танцевального представления с участием 7 профессиональных танцоров со всего мира. В рамках проекта «Биеннале-колледж хореографов» Рима поставила танцевальное представление «Что если», мировая премьера которого состоялась в Театре Пикколо Арсенале в Венеции.
В 2020 году она становится одним из обладателей «East-West Residents» в качестве хореографа и танцовщицы, награжденных Creative Армения. В том же году Рима сняла короткометражный танцевальный фильм «EL», получивший ряд международных наград на различных кинофестивалях.
В 2020 году под руководством Риммы Пипоян в Ереванском государственном хореографическом колледже открывается отделение «Танец Модерн».
В 2021 году по инициативе Римы Пипоян стартовал новый танцевальный проект сотрудничества между Арменией и Украиной. Основная идея реализации проекта — создание долгого и надежного культурного партнёрства между Арменией и Украиной. В ходе реализации проекта было организовано десять и более мастер-классов для студентов как отделения классического танца. так и армянского народного отделения Ереваского государственного хореографического училища. Уроки украинского танца вел Владислав Бондарь, солист балета Киевского академического театра оперы и балета. Одним из ярких событий проекта стало создание танцевального спектакля Римы Пипоян «Я, Мое не Я и сново Я».
В 2022 году со спектаклем «Я, Мое не Я и сново Я» становится хореографом Aerowaves и получает много приглашений из разных стран с этим спектаклем.
В 2024 году создает Rima Pipoyan Dance Company.

## Хореографические постановки
| Год  | Название спектакля                | Международное название         | Место премьеры                                                             | Музыка                                         | Жанр                                | Функции                                                                     |
| ---- | --------------------------------- | ------------------------------ | -------------------------------------------------------------------------- | ---------------------------------------------- | ----------------------------------- | --------------------------------------------------------------------------- |
| 2025 | ИКОНА                             | ICON                           | Москва, Санкт-Петербург                                                    | Сергей Умроян                                  | Балет                               | Режиссёр-постановщик, хореограф, идея Исполнение Context: Dinana Vishneva   |
| 2024 | Кость Плакальщицы Хали (кавер)    | Bone Mourning Women Khali      | Ереванский русский драматический театр имени Константина Станиславского    | Айк Карои, Сергей Умроян                       | Современный танцевальный спектакль  | Режиссёр-постановщик, хореограф, идея Исполнение Rima Pipoyan Dance Company |
| 2024 | 12 пословиц                       | 12 proverbs                    | Национальный академический театр имени Габриэла Сундукяна                  | Бах, Перселл, Марин Маре, Хилдегард, Алва Ното | Танцевальный спектакль              | Режиссёр-постановщик, хореограф, идея                                       |
| 2023 | Анатомия эмоций                   | Anatomy of Emotions            | Bern Theatre                                                               | Бетховен, Людвиг ван Малер, Густав             | Модерн Балет                        | Хореограф                                                                   |
| 2023 | Solo for Two                      | Solo for Two                   | online                                                                     | Александр Ирадян                               | Инсталляция                         | идея и танец                                                                |
| 2023 | REEK                              | REEK                           | online                                                                     | Александр Ирадян                               | Короткометражный танцевальный фильм | идея и танец                                                                |
| 2023 | Я никто, а ты кто?                | I am nobody, who are you?      | ЕРЕВАНСКИЙ ГОСУДАРСТВЕННЫЙ ХОРЕОГРАФИЧЕСКИЙ КОЛЛЕДЖ                        | Пёрселл, Генри «Дидона и Эней»                 | Современный танцевальный спектакль  | Режиссёр-постановщик, хореограф, идея                                       |
| 2022 | «Chaconne in „K“ existence»       | «Chaconne in „K“ existence»    | Мировая премьера, Пловдив/София, Болгария                                  | Сергей Умрояан                                 | Танцевальный спектакль              | Режиссёр-постановщик, хореограф, идея                                       |
| 2022 | «Нс основе реальной истории»      | «Based on a True Story»        | Германия, Begehungen Festival                                              | Александр Ирадян                               | Сольный спектакль                   | Хореограф, Танцовщица                                                       |
| 2021 | «Я, Мое не Я и сново Я»           | «Me, My non-Self and I»        | Хорватия, Загреб (онлайн)                                                  | Алва Ното, Левон Минассиян                     | Современный танцевальный спектакль  | Режиссёр-постановщик, хореограф, идея и танец                               |
| 2020 | «ЕЛ»                              | «YEL»                          |                                                                            | Комитас                                        | Короткометражный танцевальный фильм | Режиссёр-постановщик, хореограф, идея и танец                               |
| 2019 | «Автопортрет»                     | «Self-portrait»                | Германия-Бельгия                                                           | Люк Феррари, П. И. Чайко́вский                  | Сольный танец                       | Хореограф, Танцовщица                                                       |
| 2019 | «Что если»                        | «What if»                      | TEATRO PICCOLO ARSENALE, Венеция, Италия                                   | И. С. Бах                                      | Современный танцевальный спектакль  | Хореограф, Режиссёр, Идея, Либретто, Дизайн костюмов                        |
| 2018 | «Женщина перед принятием решения» | «Woman before decision making» | Штутгарт, Германия                                                         | Murcof                                         | Сольный танец                       | Хореограф, Танцовщица                                                       |
| 2017 | «Здравствуй, Китти»               | «Hey, Kitty!»                  | Академия художеств, Берлин, Германия                                       | Алла Сегал, Елена Рикова                       | Сольный танец-фильм спектакль       | Хореограф, Режиссёр, Танцовщица, Идея, Либретто, Сценарий, Дизайн костюмов  |
| 2017 | «Блаженные»                       | «Blessed»                      | Национальный театр в Белграде, Сербия                                      | Комитас                                        | Дуэт                                | Хореограф                                                                   |
| 2016 | «Часы видения»                    | «Hours of Vision»              | Театр Руставели, Тбилиси, Грузия                                           | Арно Бабаджанян, Алан Хованесс                 | Современный танцевальный спектакль  | Хореограф, Танцовщица                                                       |
| 2016 | «Триптих»                         | «Triptych»                     | Электротеатр Станиславский, Москва, Россия                                 | Комитас, Авет Тертерян                         | Современный танцевальный спектакль  | Хореограф, Идея, Либретто, Дизайн костюмов                                  |
| 2015 | «Греховные страсти»               | «Sinful passions»              | Армянский национальный академический театр оперы и балета, Ереван, Армения | Л. В. Бетховен                                 | Современный балетный спектакль      | Хореограф, Режиссёр, Идея, Либретто, Дизайн костюмов                        |
| 2013 | «Новая жизнь»                     | «La Vita Nuova»                | Театр «Роял Дистрикт», Тбилиси, Грузия                                     | Филип Гласс                                    | Современный танцевальный спектакль  | Хореограф, Режиссёр, Танцовщица, Идея, Либретто, Дизайн костюмов            |
| 2010 | «Картины средневековья»           | «Medieval Images»              | «Амазгаин театр им. С.Саргсяна», Ереван, Армения                           | Комитас, Авет Тертерян, Шараканы               | Современный балетный спектакль      | Хореограф, Режиссёр, Танцовщица, Идея, Либретто, Дизайн костюмов            |
| 2007 | «Падениями поднимаемся»           | «It’s by falling that we rise» | «Амазгаин театр им. С.Саргсяна», Ереван, Армения                           | Тан Дун                                        | Современный танцевальный спектакль  | Хореограф, Режиссёр, Танцовщица, Идея, Либретто, Дизайн костюмов            |

## Награды и Премии
| Год  | Название                                             | Премия                                 | Страна                        | Заметки                                                     |
| ---- | ---------------------------------------------------- | -------------------------------------- | ----------------------------- | ----------------------------------------------------------- |
| 2022 | ContextAir                                           | Арт Резиденция                         | Пловдив, Болгария             | хореограф                                                   |
| 2022 | Tanzkongress                                         | Стипендия                              | Майнц, Германия               | хореограф                                                   |
| 2021 | X World Short Film Festival                          | Лучший Режиссёр                        | Рим, Италия                   | «YEL» танцевальный фильм                                    |
| 2021 | Vesuvius International Film Fest                     | Лучший Режиссёр                        | Кампания, Италия              | «YEL» танцевальный фильм                                    |
| 2021 | Hollywood International Golden Age Film Festival     | Лучший Танцевальный Фильм              | Нью Йорк, США                 | «YEL» танцевальный фильм                                    |
| 2020 | London International Web and Shorts Film Festival    | Honorable Mention                      | Лондон, Великобритания        | «YEL» танцевальный фильм                                    |
| 2020 | East-West Resident, Creative Armenia                 | Арт Резиденция                         | Брюссель, Бельгия             | хореограф                                                   |
| 2019 | Project-Laboratory Insomnia                          | Арт Резиденция                         | Сантандер, Кантабрия, Испания | в качестве хореографа для «Женщина перед принятием решения» |
| 2019 | Biennale Dance College                               | Арт Резиденция                         | Венеция, Италия               | хореограф                                                   |
| 2019 | Министерство культуры Армении                        | Почетный диплом                        | Ереван, Армения               | за добросовестный труд в области танца                      |
| 2018 | International Festival of Modern Choreography IFMC   | 1-я Премия                             | Витебск, Беларусь             | в качестве хореографа для «Женщина перед принятием решения» |
| 2018 | 23Masdanza international contemporary dance festival | Арт Резиденция в Аудиторио-де-Тенерифе | Канарские острова, Испания    | в качестве хореографа для «Женщина перед принятием решения» |
| 2018 | Gdansk International Dance Contest Festival          | 3-я Премия и Приз Публики              | Гданьск, Польша               | в качестве хореографа для «Женщина перед принятием решения» |
| 2017 | Global Fest International Dance festival-contest     | 1-я Премия                             | Москва, Россия                | в качестве хореографа для «Блаженные»                       |
| 2017 | Choreographic miniature contest                      | 3-я Премия                             | Белград, Сербия               | в качестве хореографа для «Блаженные»                       |
| 2017 | Global Fest International Dance festival-contest     | Гран При                               | Ереван, Армения               | в качестве хореографа для «Блаженные»                       |
| 2016 | Берлинская академия художеств                        | Стипендия                              | Берлин, Германия              | хореограф                                                   |
| 2015 | DANCEformation Bremen                                | Арт Резиденция                         | Бремен, Германия              | как хореограф и танцовщица                                  |
| 2008 | International Traditional Wushu Competition          | Золотой Медаль                         | Ереван, Армения               | стиль чанцюань                                              |

## Рецензии
- Рима ПИПОЯН: ПУТЬ К УСПЕХУ
- Впервые в Литве армянский хореограф Рима Пипоян
- Рима Пипоян
- Рима Пипоян: Самый яркий представитель современного армянского танца
- Пипоян представляла Армению на престижном 10-м Международном фестивале монодрамы в Фуджейре.
- ОСНОВНЫЕ ТЕНДЕНЦИИ БАЛЕТНОГО ИСКУССТВА АРМЕНИИ НА ПРИМЕРЕ ТВОРЧЕСТВА АРМЯНСКИХ ХОРЕОГРАФОВ
- КНЯЖНА ТАРАКАНОВА НА БАЛЕТНОЙ СЦЕНЕ
- НОВАЯ СТЕЗЯ
- Современный спектакль-балет в Армении
- «Греховние страсти»
- Rima, a creator
- Young Academy brings together 25 international artists from all areas in a series of diverse dialogues
- «Hey, Kitty!» Rima Pipoyan
- Мировая премьера балета моноспектакля «Привет, Китти!»
- Премьера в Берлине: балет-моноспектакль об Анне Франк
- Быть Анной Франк: прожить жизнь со смыслом
- Возрождение Анны Франк в Германии
- Gdansk Solo Dance Contest
- ՀԱՅ ՊԱՐՈՒՀՈՒ ՓԱՅԼՈՒՆ ԵԼՈՒՅԹԸ «ՄԱՍԴԱՆՍԱՅՈՒՄ»
- Армянка стала первой на международном фестивале современной хореографии
- На IFMC-2018 подвели итоги: первое место впервые у Армении
- Первое место IFMC 2018 присуждено Риме Пипоян
- Армянская танцовщица Рима Пипоян получила приз на международном фестивале современной хореографии
- Review «Me, My non-Self and I»
- Maifestspiele Wiesbaden 'Me, My non-Self and I'
- BETA Publica «Woman Before Decision Making»